# Hjalmar Renström
Carl Hjalmar Albin Renström, född 1 mars 1889 i Ukna församling, Kalmar län, död 18 september 1962 i Stockholm, var en svensk teckningslärare, målare, möbelarkitekt och skulptör.
Renström studerade vid Högre konstindustriella skolan i Stockholm och utexaminerades som teckningslärare 1912 han fortsatte därefter konststudierna vid Althins målarskola och privat vid en bildhuggarateljé i Stockholm. Han var därefter anställd som teckningslärare vid Högalids samrealskola i Stockholm. Vid sidan av sitt arbete utförde han keramikskulpturer vid Rörstrands porslinsfabrik samt illustrationer och bokomslag för olika bokförlag.